# Albin Skroczyński
Albin Skroczyński (Varsavia, 21 febbraio 1890 – Varsavia, 28 dicembre 1971) è stato un generale polacco, già distintosi come ufficiale nel corso della prima guerra mondiale, e poi nella guerra sovietico-polacca. Insignito due volte dell'Ordine Virtuti militari.

## Biografia
Nacque a Varsavia il 21 febbraio 1890, figlio di Antoni e Bronisława Tecka. Nel 1905 fu espulso dalla scuola per aver partecipato a uno sciopero. Studiò alla scuola media di Kreczmar, ma per mancanza di risorse finanziarie dovette interrompere gli studi dopo aver completato le 5 classi. Arruolato nell'esercito imperiale russo nel settembre 1908. Nell'agosto 1911 si diplomò alla Scuola di fanteria Junker di Odessa e fu assegnato all'8° Reggimento fucilieri, nel quale, dopo lo scoppio della prima guerra mondiale, dall'agosto 1914 comandò una compagnia e, dal luglio 1916, il 1° Battaglione. Servì come comandante del 2° Battaglione dal febbraio 1917, e dal dicembre dello stesso anno nel 49° Reggimento fanteria della riserva fu comandante del 1° Battaglione. Come ufficiale professionista durante la prima guerra mondiale combatté sul fronte austriaco.  Dopo la Rivoluzione d'ottobre del 1917 transitò nell'esercito polacco, dal gennaio 1918 fu a Odessa, dove in febbraio divenne comandante del 2° Battaglione, e a marzo fu anche comandante della Legione degli ufficiali del reggimento fucilieri polacco. I tedeschi sciolsero l'unità, così divenne membro del consiglio direttivo, e poi vicepresidente, della Związek Wojskowych Polaków.. Dal novembre 1918 diresse l'ufficio di reclutamento della 4ª Divisione fucilieri polacca del generale Lucjan Żeligowski, con la quale fece irruzione in Polonia nel giugno 1919. Dal gennaio 1919 fu vice comandante, da febbraio prestò servizio come comandante, e dall'aprile dello stesso anno divenne comandante del 15° Reggimento fucilieri.
Dal luglio 1919 all'aprile 1920 fu comandante del 31° Reggimento fanteria. Promosso maggiore di fanteria nel 1° giugno 1919. Nel periodo maggio 1920-gennaio 1928: comandante del battaglione di riserva, addetto alla mobilitazione (da maggio 1922), nuovamente comandante di battaglione (da luglio 1922), quartiermastro (maggio 1924), vice comandante (gennaio 1925) del 37° Reggimento fanteria e allo stesso tempo comandante della guarnigione di Kutno (agosto 1925). Nel febbraio-maggio 1928 completò il corso per comandanti di reggimento presso il Centro di addestramento della fanteria di Rembertów. Tenente colonnello il 15 agosto 1924. Nel luglio 1928 fu trasferito al 64° Reggimento fanteria a Grudziądz come comandante del reggimento.  Il 10 novembre 1930 il presidente della Repubblica di Polonia, Ignacy Mościcki, gli conferì il grado di colonnello con anzianità dal 1° gennaio 1931. Allo stesso tempo, gli permise di imporre le insegne del nuovo grado prima del 1° gennaio 1931.  Nell'ottobre 1935 fu nominato comandante della fanteria della 15ª Divisione fanteria a Bydgoszcz, con la quale combatté nella campagna di settembre 1939 come parte dell'Armata "Pomorze", distinguendosi a Modlin. Gravemente ferito, perse un occhio, e l'altro si salvò con difficoltà.
Dopo essersi ripreso dalle ferite, si unì alla Związek Walki Zbrojnej, poi all'Armia Krajowa. Nel periodo maggio 1940-novembre 1942, comandante delle riserve del quartier generale della ZWZ con gli pseudonimi "Drobek" e "Chrabąszcz". Nell'autunno del 1940 fu anche presidente del tribunale straordinario presso il quartier generale. Dal gennaio/aprile 1942 al novembre 1944, comandante dell'area di Varsavia dell'esercito nazionale. Promosso generale di brigata dal 10 agosto 1942, unì la funzione di comandante delle riserve con quella di comandante dell'area di Varsavia dell'esercito nazionale  fino al novembre 1942. Partecipò alla rivolta di Varsavia, anche se fu uno degli ufficiali che si opposero fermamente al suo scoppio.  Nominato con ordinanza del 25 settembre 1944 capo della delegazione del Ministero della difesa nazionale. Dopo la capitolazione della rivolta, dal 2 ottobre 1944, fu prigioniero dei tedeschi, rinchiuso nell'Oflag VII A Murnau (numero di matricola 4449). Dopo la guerra, nel 1946, ritornò a Varsavia e lavorò per molti anni in una cooperativa di disabili. Dopo il 1956 si unì anche alla ZBoWiD. Fu membro dell'Assemblea Generale nel novembre 1957, in sostituzione del colonnello Jan Rzepecki e dal settembre 1959 fu membro del consiglio di sorveglianza. Vicepresidente della ZG dal 1964 al 1969, poi è stato membro della Commissione principale di verifica delle onorificenze presso la ZG ZBoWiD.
Sepolto nel cimitero militare Powązki (sezione B 20-1-14).

### Annotazioni
1. ↑  Mantenne questa carica fino al settembre 1944.

### Fonti
1. 1 2 3 4 5 6 7 8 9 10 11 12 13 14 15 16 17 18 19 20  1944.
2. 1 2 3 4 5 6 7  Kunert 1987, p. 144.
3. ↑  Waligóry 2014, p. 1.
4. 1 2 3 4 5 6  Waligóry 2014, p. 4.
5. 1 2 3 4  Kunert 1987, p. 145.
6. ↑  Dz. Pers. MSWojsk., Nr 11 z 24 lipca 1928 roku, p. 218.
7. ↑  Dz. Pers. MSWojsk., Nr 15 z 11 listopada 1930 roku, p. 323.
8. ↑  Piotr Zychowicz, Obłęd '44 czyli jak Polacy zrobili prezent Stalinowi, wywołując Powstanie Warszawskie, Poznań: Dom Wydawniczy „Rebis”, 2013.